# 곡선 목록
이 문서는 한국어 위키백과에 존재하는 문서들을 연결한 곡선 목록이다.

## 대수 곡선

### 유리 곡선
- 직선

#### 2차
- 원뿔 곡선
  - 원
  - 타원
  - 포물선
  - 쌍곡선
- 단위원

#### 4차
- 히포페데
- 부스의 렘니스케이트
- 베르누이의 렘니스케이트
- 카디오이드(심장형)

#### 6차
- 아스트로이드

#### 가변차수족
- 장미곡선

### 곡선 속(屬)
- 카시니 난형
- 카시노이드
- 타원곡선
- 포락선

## 초월 곡선
- 사이클로이드
- 아르키메데스 소용돌이
- 트로코이드
- 라메 곡선

## 구간적 구성
- 베지에 곡선
- 정폭도형
  - 뢸로 삼각형
- 스플라인 곡선
  - B-스플라인 곡선
- 다각형 곡선

## 자기닮음 곡선
- 코크 곡선
- 페아노 곡선

같이 보기 : 프랙털

## 다른 곡선에서 파생된 곡선
- 신개선
- 축폐선

## 유명한 그래프
경제학
- 무차별 곡선
- 래퍼 곡선
- 로렌츠 곡선
- 필립스 곡선

기타
- 로지스틱 곡선
- 응력-변형도 선도

## 같이 보기
- 리만 곡면